# German Church School

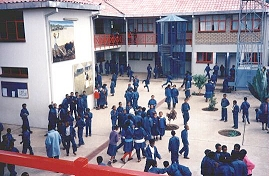
Schulhof der German Church School in Äthiopiens Hauptstadt Addis Ababa

Die German Church School (GCS) ist ein Sozialprojekt der Evangelischen Gemeinde deutscher Sprache in der äthiopischen Hauptstadt Addis Abeba. Ihre Anfänge gehen in das Jahr 1966 zurück.
Die Schule ist das erste und bislang einzige integrative Bildungsprojekt in Äthiopien, in dem blinde und sehende Kinder gemeinsam unterrichtet werden. Der Unterricht an der Schule ist ausschließlich äthiopischen Kindern der ärmsten Familien aus dem das Kirchengrundstück umgebende Slum vorbehalten. Zum Personal der Schule gehören nur äthiopische Männer und Frauen.
Einige wenige Hilfsorganisationen unterstützen das Projekt. Überwiegend wird die Schule durch die deutschsprachige evangelische Gemeinde in Äthiopien und private Spender in Europa und den USA finanziell getragen. Die Finanzierung wird durch Vermittlung von persönlichen Patenschaften für die Schulkinder sowie Projektpatenschaften, Spenden und Zuschüsse von Hilfsorganisationen abgesichert.
Im Jahr 2004 besuchten der damalige deutsche Bundeskanzler Gerhard Schröder und Eva Luise Köhler, Horst Köhlers Ehefrau, die Schule und würdigten die jahrzehntelange Arbeit der deutschsprachigen evangelischen Gemeinde in Äthiopien, die der Evangelischen Kirche in Deutschland angegliedert ist.
Im Jahr 2006 startete die Partnerschaft mit dem Friedrich-Ebert-Gymnasium aus Sandhausen. Im Rahmen dieser Partnerschaft halten Schüler des FEG Workshops in der German Church School und tauschen sich mit ihren Partnerschülern aus.